# محمد الشهرانی
محمد الشهرانی (عربی: محمد الشهراني؛ زادهٔ ۲۵ مه ۱۹۸۲) یک ورزشکار اهل عربستان سعودی است.
از باشگاه‌هایی که در آن بازی کرده‌است می‌توان به باشگاه فوتبال النصر عربستان سعودی، باشگاه فوتبال الاتفاق عربستان سعودی، باشگاه فوتبال الفتح عربستان سعودی، باشگاه فوتبال هجر عربستان سعودی، و تیم ملی فوتبال عربستان سعودی اشاره کرد.
وی همچنین در تیم ملی فوتبال Saudi Arabia بازی کرده است.